# Julij Markovič Daniel
Julij Markovič Daniel (rusky Ю́лий Ма́ркович Даниэ́ль; 15. listopadu 1925, Moskva, Sovětský svaz – 30. prosince 1988 tamtéž) byl sovětský spisovatel, básník, překladatel, disident a politický vězeň.
Užíval pseudonymy Nikolaj Aržak (Николай Аржак) a Ju. Petrov (Ю. Петров).

## Profesní život
Narodil se v rodině židovského spisovatele a dramatika Marka Daniela (rusky Марк Даниэль, vlastním jménem Дани́эл-Мо́рдхе Мееро́вич, 1900–1940).
Od října 1943 se účastnil Velké vlastenecké války. Byl telefonistou telefonní a kabelové roty 363. samostatného spojovacího praporu 29. Znamenského tankového sboru. Byl raněn a vyznamenán medailí Za statečnost (За Отвагу).
Vystudoval filologickou fakultu Moskevské státní regionální univerzity (Московский государственный областной университет) a působil jako učitel v Kalužské oblasti – na západě evropské části Ruska, zhruba 150–200 km jihozápadně od Moskvy.
Do roku 1955 vyučoval literaturu na škole č. 720 v Moskvě, poté odešel, pravděpodobně proto, že se odchýlil od povinných osnov.
Vedl velmi zajímavé hodiny a studenti si ho vážili.[zdroj?]
Od roku 1957 publikoval v SSSR jako překladatel poezie.
Dne 8. září 1965 – v den, kdy byl zatčen Andrej Donatovič Siňavskij (1925–1997) – odjel do Novosibirsku, kde tehdy pracovala jeho první žena Larisa Bogorazová. Daniel byl místním oddělením KGB zatčen a o čtyři dny později převezen do Moskvy. V roce 1966 byl za publikace odsouzen (Soudní proces s Andrejem Siňavským a Danielem) k pěti letům vězení, na základě obvinění z protisovětské agitace.
Po propuštění v roce 1970 žil ve městě Kaluga ležícím v centrální části Ruska a publikoval jako překladatel pod pseudonymem Jurij Petrov. Poté se vrátil do Moskvy a žil v rodině své druhé ženy Iriny Uvarové a nevlastního syna.
Zemřel 30. prosince 1988 na mrtvici. Je pohřben na Vagaňkovském hřbitově (Ваганьковское кладбище). Na jeho pohřeb z Francie přiletěla rodina Siňavských – Andrej Siňavský a Marie Rozanová (*1929).
Dne 17. října 1991 ruský deník Izvestija informoval, že případy Ulmanise, Timofejeva-Ressovského a Carapkina, Siňavského a Daniela byly pro nedostatek důkazů v jejich žalobách přezkoumány.

## Osobní život
Z prvního manželství (asi do roku 1971) s Larisou Josifovnou Bogorazovou (Лариса Иосифовна Богораз) (1929–2004) vzešel syn Alexandr Juljevič Daniel (Александр Юльевич Даниэль) (*1951). Z jeho strany je vnuk lingvista Michail Alexandrovič Daniel (Михаил Александрович Даниэль) (*1972).
Jeho druhou manželkou (cca 1971) byla umělecká kritička Irina Pavlovna Uvarova (Ирина Павловна Уварова) (1932–2021). S ní vyženil nevlastního syna, kterým je historik Pavel Jurjevič Uvarov (Па́вел Ю́рьевич Ува́ров) (*1956).

## Próza
Nejcharakterističtější pro spisovatele Aržaka a nejvýznamnější pro ruskou prózu poloviny 20. století je antiutopická novela Moskva promlouvá (Говорит Москва), vyprávění o zavedení Dne otevřených vražd (Дня открытых убийств) v SSSR výnosem prezidia Nejvyššího sovětu, pojednávající o jednomyslném schválení této iniciativy pracujícími masami a o nesnadném odporu jednotlivých občanů proti tomuto obludnému „svátku“.

## Překlady
Většinu Danielových překladů tvoří básníci 20. století (finští, lotyšští, arménští atd.), překládaní doslovným překladem.
Daniel byl také talentovaným překladatelem klasiků světové poezie (Walter Scott, William Wordsworth, Victor Hugo, Théophile Gautier, Charles Baudelaire, Adelbert von Chamisso, Ramón María del Valle-Inclán, Federico García Lorca a další), publikoval většinou pod pseudonymem Jurij Petrov.
Překlady z francouzského básníka Guillauma Apollinaira (Vybraná lyrika. Moskva: Kniha, 1985) byl kvůli dobové cenzuře nucen podepisovat jako Bulat Okudžava (po dohodě s Okudžavou).
Danielovy překlady básní z Knihy písní (italsky Canzoniere) od italského básníka Umberta Saba jsou publikovány pod jménem Davida Samuiloviče Samojlova.

## Eseje
- DANIEL, Julij Markovič. Govorit Moskva: povest'. Vašington: B. Filippoff, 1962. 61 s. (rusky) SKC - Úplné zobrazení záznamu.
- Аржак, Николай. Руки. Человек из МИНАПа: Рассказы. — Вашингтон, 1963. (rusky)
- DANIEL, Julij Markovič. Iskuplenije: rasskaz. New York: Inter-Language Literary Associates, 1964. 70 s. (rusky) SKC - Úplné zobrazení záznamu.
- Стихи из неволи. — Амстердам, 1971. (rusky)
- DANIEL, Julij Markovič. Govorit Moskva: Proza, poezija, perevody. Moskva: Moskovskij rabočij, 1991. 320 s. Dostupné online. ISBN 5-239-01121-4, ISBN 978-5-239-01121-8. OCLC 25663455 (rusky) SKC - Úplné zobrazení záznamu.

- DANIEL, Julij Markovič. "Ja vse sbivajus' na literaturu...": pis'ma iz zaključenija, stichi. Moskva: Obščestvo "Memorial" - izdatel'stvo "Zven'ja", 2000. 895 s. ISBN 5-7870-0046-3. (rusky) SKC - Úplné zobrazení záznamu.